# دسترخوان
دسترخوان أو دسترخان هو الاسم المستخدم في جميع أنحاء آسيا الوسطى وجنوب آسيا للإشارة إلى المآكل (مكان الأكل) التقليدية حيث يؤكل الطعام. المصطلح هو كلمة من أصل فارسي تعني مفرش المائدة الذي ينشر على الأرض أو الأرضية أو الطاولة ليكون سطحًا صحيًا للطعام.